# Ashton Götz
Ashton Götz (Pirmasens, 16 de julho de 1993) é um futebolista profissional alemão que atua como defensor. Atualmente, encontra-se desempregado.

## Carreira
De origem norte-americana, Ashton Götz começou a carreira no Hamburgo, onde atuou nas equipes reserva e principal. Em maio de 2017, após o encerramento da temporada, saiu da equipe.